# Johann Michael Herbart
Johann Michael Herbart (* 27. August 1703 in Ostheim vor der Rhön; † 2. August 1768 in Oldenburg) war ein deutscher Pädagoge in der Frühzeit der Aufklärung.

## Leben
Herbart wurde als Sohn des Leinewebers Johann Jakob Herbart (1673–1730) und seiner Ehefrau Anna Katharina geb. Schnepff (1670–1741) geboren. Nach dem Besuch der Schule seiner Heimatstadt kam er 1714 an das Gymnasium in Schleusingen. 1722 ging er an die Universität Wittenberg, wo er Theologie, Alte Sprachen und Philosophie studierte. 1725 wechselte er an die Universität Helmstedt, ging nach seinem Studium als Hauslehrer nach Bremen und 1729 als Konrektor an die Lateinschule in Delmenhorst. 1730 arbeitete er als Lehrer in Oldenburg, wurde dort 1734 Rektor der dortigen Lateinschule und zum Konsistorialassessor ernannt. Damit war Herbart auch Mitglied der höchsten Kirchen- und Schulbehörde der damals zu Dänemark gehörenden Grafschaft Oldenburg. Diese Stellung bekleidete er bis zu seinem Tode. Er war Lehrer von Gerhard Anton von Halem und mit diesem zeitlebens befreundet.
Herbart entwarf zahlreiche Schulschriften, die ihn als leidenschaftlichen aufgeklärten Pädagogen zeigen, der sich durch großes Wissen auszeichnete. Zudem verfasste er zahlreiche Schriften philosophischen und theologischen Inhalts und war an der Redaktion verschiedener Zeitschriften beteiligt. Gemeinsam mit dem Archivar Johann Heinrich Schloifer gründete er 1746 die Oldenburgischen Nachrichten von Staats-, gelehrten, und bürgerlichen Sachen, die erste regelmäßig in Oldenburg erscheinende Zeitung. Sie musste 1748 aus finanziellen Gründen ihr Erscheinen einstellen. Ab 1749 brachte Herbart dann mit Unterstützung der Regierung die Oldenburgischen Wöchentlichen Anzeigen heraus, für die er Verleger und Herausgeber zugleich war und die in mehrfach modifizierter Form bis 1978 erschienen. Die Grundposition seiner Schriften baut auf Erkenntnissen auf, deren Basis Herbart schon während seines Studiums gelegt hatte und die sich im Spannungsfeld von Lutherische Orthodoxie, Halleschem Pietismus und naturrechtlich fundierter aufklärerischer Philosophie entwickelte. Den neuen gesellschaftlichen Bestrebungen seiner Zeit stand er offen gegenüber und er übte als einer der in der oldenburgischen Öffentlichkeit wirksamsten frühen Aufklärer auf das geistliche Leben seiner Umgebung einen nachhaltigen Einfluss aus.

## Familie
Herbart war seit dem 22. Mai 1731 verheiratet mit Klara Elisabeth geb. Probst (1701–1777), der Tochter des ehemaligen Oldenburger Bürgermeisters Johann Friedrich Probst († 1707). Der Ehe entstammten eine Tochter und vier Söhne, die in den oldenburgischen und preußischen Staatsdienst eintraten. Herbarts Enkel war der einflussreiche Philosoph, Psychologe und Pädagoge Johann Friedrich Herbart (1776–1841), der über den deutschen Sprachraum hinaus als Klassiker der Pädagogik sowie als Begründer des Herbartianismus und der Allgemeinen Pädagogik gilt.

## Werke (Auswahl)
- Kurtze Abbildung eines glückseligen Staates. Oldenburg. Wohl um 1736.
- Kurtzer Entwurff von den vornehmsten Quellen des Verderbens der Jugend. Oldenburg. 1736.
- Kurzer Erweis, daß alle Studierende eine Historische Erkenntniß von guten Künsten und Handwerken sich zuwege bringen müssen. Oldenburg. 1740.
- Kurze Erörterung der Frage: in wie fern durch die Handlungen der Menschen die Ehre Gottes mittelbar und unmittelbar befördert, oder zum wenigsten nicht gekränket werde. Oldenburg. 1742.
- Kurze Erörterung der Frage: Wer studieren soll? Oldenburg. 1747.
- Versuch eines Beweises, daß die Unpartheylichkeit eines Geschichtsschreibers eine schwere Sache sey. Oldenburg. 1748.
- Kurze Betrachtung einiger Ursachen, wodurch die Tugend unter den evangelischen Christen verhindert wird. Oldenburg. 1751.
- Kurze Anmerkung über die Lehre von der ursprünglichen Gemeinschaft der Güter und dem Eigenthumsrechte. Oldenburg. 1759.
- Ueber die Einimpfung der Pocken. Oldenburg. 1760.
- Der Schulton. Oldenburg. 1763.